# Епидермис (ботаника)
Вижте пояснителната страница за други значения на Епидермис.
Епидермисът е най-външната еднослойна група от клетки, покриващи едно растение, особено листата и младите тъкани на едно васкуларно растение, вкл. стъблата и корените.
Епидермисът и кората са кожните тъкани при васкуларните растения. Епидермисът образува границата между растението и външната среда. Той изпълнява няколко функции: защита срещу загуба на вода, регулация на газовия обмен, отделяне на метаболични съединения и (особено в корените) поглъщане на вода и минерални хранителни продукти. Епидермисът на повечето листа има дорсовентрална анатомия – горната (адаксиална) и долната (абаксиална) повърхности имат донякъде различен строеж и могат да изпълняват различни функции.
Епидермисът е обикновено прозрачен (в епидермалните клетки няма хлоропласти) и е покрит от външната страна с восъкоподобен слой (кутикула), който предотвратява загубата на вода. Кутикулата на долния епидермис на листата може да бъде по-тънка, отколкото на горния и е по-дебела по листата от сухи климати в сравнение с тези от влажни климати.
Епидермалната тъкан включва няколко диференцирани типа клетки: епидермални клетки, предпазни клетки, спомагателни клетки и епидермални власинки (трихоми). Епидермалните клетки са най-многобройни, най-големи и най-слабо специализирани. Те са обикновено по-удължени в листата на едносемеделните растения, отколкото в тези на двусемеделните.

## Покривни клетки
Епидермисът на листата и стъблата е покрит с пори, наречени устица, част от устичния комплекс, състоящ се от една пора, заобиколена от всяка страна от съдържащи хлоропласти предпазни клетки и две до четири спомагателни клетки, които нямат хлоропласти. Устичният комплекс регулира обмяната на газове и водна пара между външния въздух и вътрешността на листото. Обикновено устицата са по-многобройни по абаксиалния (долен) епидермис на листото, отколкото на адаксиалния (горен) епидермис. Изключение правят плаващите листа, при които повечето или всички устица са на горната повърхност. Вертикалните листа като тези на много житни растения често имат приблизително еднакъв брой устица на двете повърхности. Броят устица варира от около 1000 до 100 000 на квадратен сантиметър от повърхността на листото.
Трихомите (власинките) растат от епидермиса на много видове. При кореновия епидермис се срещат често епидермални власинки, наречени коренови власинки, които са специализирани за поглъщането на вода и минерални вещества.
В растенията с вторичен растеж епидермисът на корените и стъблата обикновено се заменя от кора чрез действието на ликовият камбий.

## Устични клетки
Устицата са свързани с две предпазни клетки. Предпазните клетки се различават от епидермалните клетки по следното:
- Предпазните клетки са с бъбрековидна форма, гледани отгоре, а епидермалните клетки са с неправилна форма;
- Предпазните клетки съдържат хлоропласти, така че те могат да произвеждат храна чрез фотосинтеза, а епидермалните клетки нямат хлоропласти;
- Предпазните клетки са единствените епидермални клетки, които могат да произвеждат захар. Според една теория при слънчева светлина концентрацията на калиевите йони (K+) в предпазните клетки се увеличава. Това, заедно с образуваните захари, намалява водния потенциал в предпазните клетки. В резултат вода от останалите клетки влиза в предпазните клетки чрез осмоза и те се надуват. Тъй като предпазните клетки имат по-дебела целулозна стена от едната страна (от вътрешната страна на устицата), издутите предпазни клетки се извиват навън и отварят устицата.

Нощем захарта се изчерпва и водата напуска предпазните клетки. Така те се отпускат и устицата се затваря. По този начин водната пара, напускаща листото, намалява.